# Paula Delsol
Paula Delsol, o Paule Delsol (Montanhac (Erau), 6 d'octubre de 1923 - Sèvres, Alts del Sena, 12 de juny de 2015) va ser una directora de cinema i escriptora francesa.

## Biografia
El 1955, Paula Delsol va publicar una novel·la autobiogràfica Adieu et merci, inspirada en la seva joventut a Hai Phong. A partir de 1958, va fer curtmetratges amb el seu marit el director de fotografia Jean Malige. El 1962 va rodar als voltants de Montpeller, on s'havia establert el 1946, el seu primer llargmetratge, La Dérive, que no fou projectada a sales fins al 1964, en la que el seu personatge principal, Jackie, "ja presagia el romanticisme fugaç de Wanda de Barbara Loden i la descarada insolència de Sense sostre ni llei.
Va marxar de Montpeller per anar a París el 1965 i es va dedicar a escriure. Uns deu anys més tard, va produir una sèrie de programes de televisió sobre la tolerància, després el seu segon llargmetratge Ben et Bénédict (interpretat per Françoise Lebrun, André Dussollier i Daniel Duval). Després va fer curtmetratges per al canal FR3, així com una pel·lícula per a televisió (Un homme comblé), abans de tornar a la literatura amb un recull de refranys antics (De la pluie au beau temps) i un conte (La Ligne de vie).

## Publicacions
- Adieu et merci, Julliard, 1955
- Pourquoi j'aime Nine, Julliard, 1959
- Horoscopes chinois, Mercure de France, 1969
- La Météorologie populaire, Mercure de France, 1970
- Nouveau grimoire de l'amour, du mariage, des aphrodisiaques, et des sortilèges, Mercure de France, 1971
- Horoscopes arabes, Mercure de France, 1974
- Horoscopes insolites, France Loisirs, 1981
- De la pluie et du beau temps, Mercure de France, 1988
- La Ligne de vie, 1990

## Filmografia

### Curtmetratges
- 1956 : Je t'enverrai des cartes postales (codirigida amb Jean Malige)
- 1956 : Pedigree oblige (codirigida amb Jean Malige)
- 1957 : Le Nez de Cléopâtre (codirigida amb Jean Malige)
- 1957 : Le Pâtre Nicolase (codirigida amb Jean Malige)
- 1958 : Les Fiançailles de Marie
- 1960 : Dany, entrez dans la danse
- 1961 : L'Hérault, département méconnu
- 1974 : Pas vu pas pris

### Llargmetratges
- 1964 : La Dérive o Une fille à la dérive
- 1977 : Ben et Bénédict
- 1984 : Un homme comblé (telefilm)
- 1985 : Augusta (telefilm)

### Guionista
- 1959 : Chaleurs d'été de Louis Félix